# Магомедов, Магомед Халилович
Магомед Халилович Магомедов (род. 13 августа 1991 года) — российский дзюдоист. Победитель первенства мира 2010 и первенства Европы 2010, 2011, 2012 года, второй призёр чемпионата мира в команде 2014 года и 2-й призёр чемпионата Европы в команде 2016,2017 года. Родился в г. Махачкала в Республике Дагестан. Мастер спорта России международного класса. Член спортивной сборной команды Российской Федерации по дзюдо.
Магомед борется в весовой категории 90 кг. Воспитанник Магомедова А. М. и Антоняна А. Э. Дзюдоист неоднократно становился победителем и призером всероссийских и международных турниров.

## Спортивные достижения
- U18 European 2007 Malta Violetta — ;
- U21 World 2009 France Paris — ;
- U21 World Champion 2010 Agadir Morocco — ;
- U21 European Champion 2010 Bulgaria Samokov— ;
- U23 European Champion 2011 Tymen Russia — ;
- U23 European Champion 2012 Czechia Praha — ;
- Чемпионат мира в команде 2014 Russia Челябинск — ;
- Чемпионат Европы в команде 2016 Russia Казань — ;
- Чемпионат Европы в команде 2017 Польша Варшава — ;
- Чемпион мира среди юниоров до 20 лет в 2010 году в Агадире — ;
- Титул чемпиона Европы в 2010 году в Самокове. — ;
- В 2011 году выиграл чемпионат Европы до 23 лет. — ;
- Бронзу на турнирах Большого шлема в Тюмени и Ташкенте в 2016 году. — ;
- Бронзу на турнире Большого шлема в Екатеринбурге[3] — ;
- Бронзу на Гран-при в Хух-Хото в 2017 году.[4] — ;
- Гран-при в Гааге в 2017 году.[5] — ;
- Чемпион по единоборствам в Бухаресте в 2018 году. — ;
- Чемпион мира по единоборствам по самбо в 2021 году в Ташкенте[6]. — ;